# 止马镇
止马镇是中华人民共和国福建省南平市光泽县下辖的一个乡镇级行政单位。

## 行政区划
止马镇下辖以下地区：
白门楼村、止马村、双坑村、水口村、仁厚村、虎塘村、排下村、亲睦村、杉关村和岛石村。